# Igrzyska południowoafrykańskie
Igrzyska południowoafrykańskie (ang. South African Games) – multidyscyplinarne zawody sportowe, organizowane w Południowej Afryce w czasach apartheidu. Rozgrywano je w odpowiedzi na wykluczenie kraju z uczestnictwa w igrzyskach olimpijskich.
W latach 1964–1986 zorganizowano pięć edycji tej imprezy (1964, 1969, 1973, 1981, 1986). Pierwsza odbyła się w 1964 roku na Wanderers Stadium w Johannesburgu. W styczniu tego roku MKOL cofnął zaproszenie do uczestnictwa w igrzyskach dla RPA, zaproszono także zagranicznych uczestników. Odbyły się dwie osobne imprezy, jedna dla białych uczestników (od 29 lutego do 9 marca), druga dla czarnych (od 24 kwietnia do 10 maja).
W 1969 roku miejscem zawodów było Bloemfontein. Południowoafrykański Komitet Olimpijski (SANOC) użył do celów promocyjnych kół olimpijskich, bez wcześniejszej zgody MKOL-u (na SANOC nałożono sankcje). Według wyliczeń południowoafrykańskiego rządu, w igrzyskach brało udział około 6000 sportowców w 36 dyscyplinach, w tym 126 zawodników z zagranicy (niektórzy zagraniczni sportowcy zbojkotowali igrzyska). Zawody dla czarnych sportowców rozegrano w Soweto w 1970 roku, jednak z powodu bojkotu nie były udane.
W 1973 roku w Pretorii brało udział, według wyliczeń rządowych, 1652 zawodników miejscowych oraz 673 sportowców i działaczy z 35 krajów. Do udziału w imprezie zaproszono Niemców, Japończyków, Brytyjczyków, Belgów i Holendrów. 14 Kanadyjczyków partycypowało w zawodach, pomimo braku zgody kanadyjskich władz, z kolei Nowa Zelandia miała przedstawicieli w postaci żeńskiej reprezentacji hokeja na trawie. Do RPA przyjechali także Amerykanie, jednak startowali na koszt organizatorów. W czasopiśmie The Age, trzecią edycję igrzysk południowoafrykańskich przedstawiono jako bardzo udaną imprezę, w której czarni odnosili wiele sukcesów. Wśród znanych sportowców pojawił się choćby Arthur Ashe. Sponsorem zawodów był Shell Oil.
Osiem lat później rozegrano kolejną edycję (obchodzono wówczas 20-lecie istnienia republiki). Brało w niej udział około 5500 zawodników, jednak byli to wyłącznie południowoafrykańscy atleci. W 1986 roku, z okazji 100-lecia istnienia Johannesburga, zorganizowano ostatnią edycję. Według Los Angeles Times, startowało około 6000 osób z 17 krajów.